# Nikolai Alexandrowitsch Iwaschinzow
Nikolai Alexandrowitsch Iwaschinzow (russisch Николай Александрович Ивашинцов; * 19. Apriljul. / 1. Mai 1819greg. in Sankt Petersburg; † 13. Januarjul. / 25. Januar 1871greg.) war ein russischer Hydrograph.
Nikolai Iwaschinzow, Lehrer für Astronomie und Nautik beim Seekadettenkorps in St. Petersburg, nahm in den 1840er Jahren an der Küstenaufnahme der Ostsee teil. Er begleitete 1853 Wassili Perowski auf dem Zug gegen Ak-Metschet.
Er begann im selben Jahr als Chef der Expedition mit den Arbeiten zur Aufnahme und Durchforschung des Kaspisees deren Ergebnisse, ein Atlas mit zwei Bänden Text, 1866–1869 zu St. Petersburg erschienen.
Sein großes Werk über 38 russische Reisen um die Erde wurde 1849/50 veröffentlicht. Zuletzt Konteradmiral und Präsident der mathematischen Sektion der Geographischen Gesellschaft zu St. Petersburg, starb er am 25. Januar 1871.
Dieser Artikel basiert auf einem gemeinfreien Text aus Meyers Konversations-Lexikon, 4. Auflage von 1888 bis 1890.
| Personendaten    | Personendaten                               |
| ---------------- | ------------------------------------------- |
| NAME             | Iwaschinzow, Nikolai Alexandrowitsch        |
| ALTERNATIVNAMEN  | Ивашинцов, Николай Александрович (russisch) |
| KURZBESCHREIBUNG | russischer Hydrograph                       |
| GEBURTSDATUM     | 1. Mai 1819                                 |
| GEBURTSORT       | Sankt Petersburg                            |
| STERBEDATUM      | 25. Januar 1871                             |